# Consolida schlagintweitii
Consolida schlagintweitii là một loài thực vật có hoa trong họ Mao lương. Loài này được (Huth) Munz mô tả khoa học đầu tiên năm 1967.